# Tsunoda Yūki
Tsunoda Yūki (角田 裕毅 (Giác-Điền Dụ-Nghị) sinh ngày 11 tháng 5 năm 2000) là một tay đua ô tô chuyên nghiệp người Nhật Bản hiện đang thi đấu cho đội đua RB Formula One Team tại Công thức 1. Được Honda hỗ trợ từ năm 2016 thông qua Honda Formula Dream Project, anh là nhà vô địch Giải đua xe Công thức 4 Nhật Bản 2018 và cũng nhận được sự ủng hộ từ Red Bull năm 2019. Anh đứng thứ ba chung cuộc trong Giải đua xe Công thức 2 2020 và ra mắt tại Công thức 1 năm 2021.

## Cuộc sống ban đầu và giáo dục
Tsunoda sinh ngày 11 tháng 5 năm 2000 tại Sagamihara, Kanagawa. Anh theo học tại Trường Tiểu học Quốc tế LCA và Trường Trung học Thứ 3 Đại học Nihon trước khi chuyển sang Trường Trung học Wako vào tháng 4 năm 2017. Tsunoda bắt đầu học tại Khoa Quản lý Thể thao của Đại học Khoa học Thể thao Nippon vào tháng 4 năm 2019 nhưng sau đó đã rời trường và cuối cùng đã rút lui để tập trung vào sự nghiệp đua xe ô tô chuyên nghiệp của mình.

## Sự nghiệp đua xe

### Đua xe go-kart
Tsunoda bắt đầu sự nghiệp đua xe go-kart chuyên nghiệp của mình vào năm 2010 khi tham gia JAF Junior Karting Championship, trước khi chuyển sang hạng khu vực vào năm 2013 và lên hạng quốc gia vào năm 2014.

### Giải đua xe Công thức 4 Nhật Bản

#### 2016
Tsunoda tốt nghiệp Suzuka Circuit Racing School của Honda ở hạng công thức nâng cao năm 2016 và trở thành thành viên của Honda Formula Dream Project. Cùng năm đó, anh ra mắt môn thể thao đua xe một chỗ ngồi tại Giải đua xe Công thức 4 Nhật Bản với Đội đua Sutekina cho một sự kiện diễn ra một lần ở Suzuka. Anh lên bục trao giải lần đầu tiên khi về đích ở vị trí thứ 2 trong cuộc đua đầu tiên và về đích ở vị trí thứ 4 trong cuộc đua thứ hai.

#### 2017
Vào năm 2017, Tsunoda bắt đầu mùa giải trong môn thể thao đua xe một chỗ ngồi trọn vẹn đầu tiên tại Giải đua xe Công thức 4 Nhật Bản. Bên cạnh đó, anh cũng tranh tài ở loạt giải khu vực phía Đông của Japan Formula 4. Tại Okayama, anh giành chiến thắng trong cuộc đua đầu tiên của mình. Tsunoda đã giành được danh hiệu vô địch khu vực đồng thời đứng thứ ba chung cuộc trong Giải đua xe Công thức 4 quốc gia. Anh đã giành cả hai chức vô địch với Honda.

#### 2018
Tsunoda tiếp tục đua ở Giải đua xe Công thức 4 Nhật Bản vào năm 2018 cùng đội đua Honda Formula Dream Project. Anh đã giành được bảy chiến thắng và giành được chức vô địch trong cuộc đua cuối cùng tại Motegi khi bỏ xa đối thủ Teppei Natori với khoảng cách 14 điểm.

### Giải đua xe Công thức 3

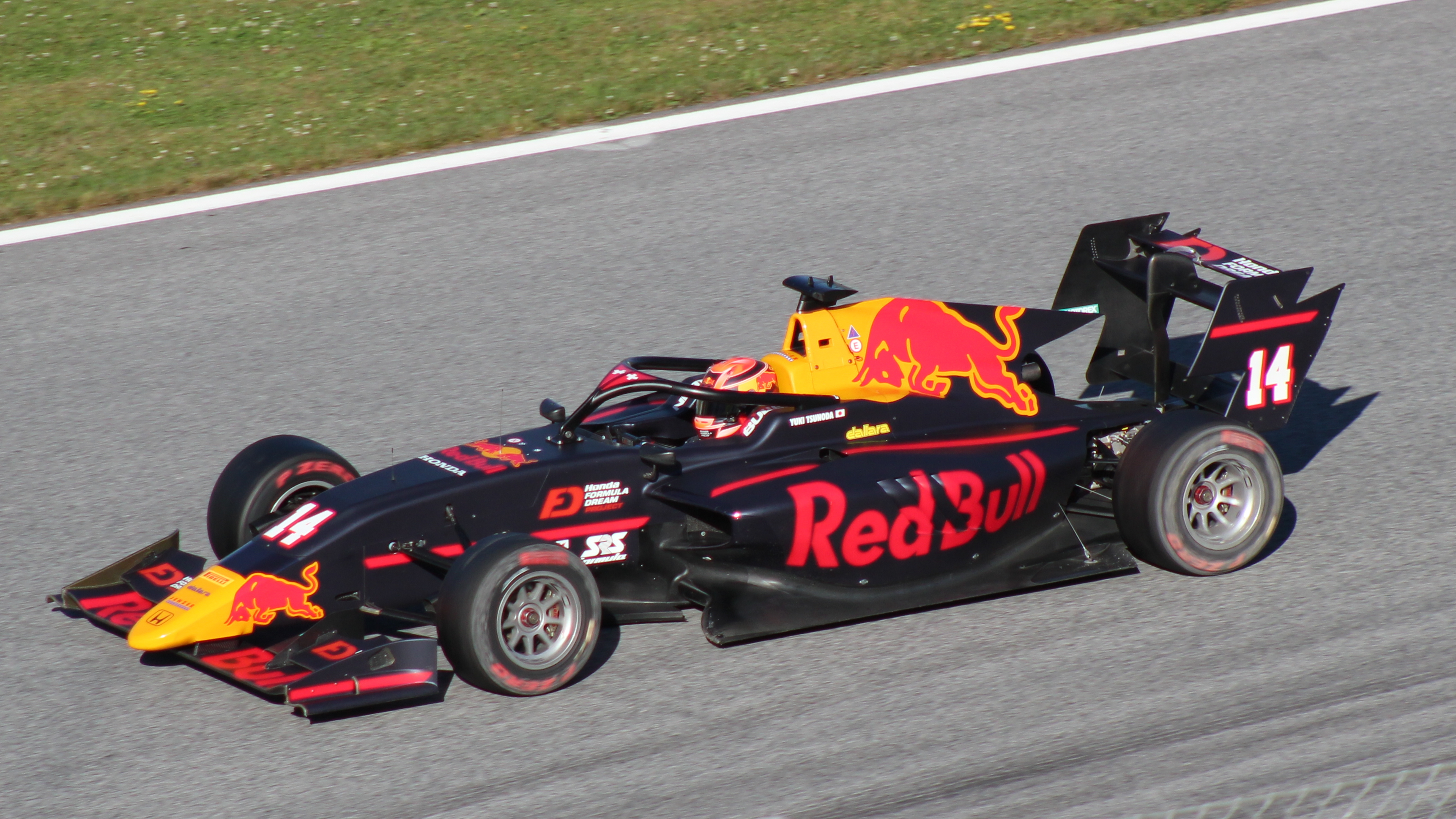
Tsunoda tại Giải đua ô tô Công thức 3 Áo 2019

Tsunoda gia nhập đội trẻ của Red Bull Racing cùng với chương trình Honda khi Honda bắt cặp với Red Bull tại Công thức 1. Vào cuối năm 2018, Tsunoda gia nhập Jenzer Motorsport trong Giải đua xe Công thức 3. Anh đã về đích ở vị trí thứ 10 và đồng thời lấy điểm đầu tiên trong cuộc đua 1 và về đích ở vị trí thứ 9 trong cuộc đua 2 ở Barcelona. Tsunoda về đích ở vị trí thứ bảy trong cuộc đua 1 nhưng phải vật lộn để về đích ở vị trí thứ 9 trong cuộc đua 2 từ vị trí xuất phát thứ hai ở Paul Ricard. Tsunoda không ghi được điểm ở Áo nhưng đã về đích ở vị trí thứ 7 trong cuộc đua 2 ở Silverstone. Anh đã ghi điểm ở Budapest khi về đích lần lượt ở vị trí thứ 9 và thứ 6. Tại Spa-Francorchamps, anh đã kết thúc vòng phân hạng ở vị trí thứ ba một cách ngạc nhiên. Tsunoda tụt xuống vị trí thứ sáu trong cuộc đua 1 nhưng đã về đích ở vị trí thứ hai một cách đột phá từ vị trí xuất phát thứ ba trong cuộc đua 2. Tsunoda đã có một màn trình diễn thành công ở Monza khi về đích ở vị trí thứ 4 nhưng được lên bục trao giải sau án phạt dành cho Marcus Armstrong. Trong cuộc đua 2, Tsunoda đã có màn xuất phát xuất sắc từ vị trí thứ sáu lên vị trí thứ ba. Sau khi vượt qua Fabio Scherer, anh đã vượt qua Jake Hughes ở vòng đua 15 và giành chiến thắng Công thức 3 duy nhất trong năm. Anh đứng thứ chín chung cuộc trên bảng xếp hạng các tay đua với 67 điểm, trong đó có ba lần lên bục trao giải và một chiến thắng. Bên cạnh đó, anh đã lấy tất cả số điểm của Jenzer Motorsport trong mùa giải này.

### Euroformula Open
Tsunoda đua cho Motopark tại Euroformula Open Championship sau khi giải đua Formula European Masters bị hủy bỏ. Sau khi về đích ở vị trí thứ hai trong chặng đua đầu tiên tại Paul Ricard và về đích ở vị trí thứ ba tại Giải đua ô tô Pau, Tsunoda đã giành được chức vô địch đầu tiên của mình trong cuộc đua thứ hai tại Hockenheim. Tại Spa-Francorchamps, Tsunoda đã va chạm với đồng đội Liam Lawson trong chặng đua thứ hai mặc dù đã về đích ở vị trí thứ hai trong chặng đua thứ nhất. Anh đã lên bục trao giải hai lần trong chặng đua chung kết tại Monza. Mặc dù bỏ lỡ hai chặng đua do sự tham gia tại Giải đua xe Công thức 3, Tsunoda vẫn đứng thứ 4 chung cuộc trên bảng xếp hạng với 151 điểm đi kèm với một trận thắng và năm lần lên bục trao giải.

### Toyota Racing Series
Trước khi mùa giải 2020 bắt đầu, Tsunoda đã tham gia Toyota Racing Series 2020 với M2 Competition cùng với Liam Lawson. Tsunoda chỉ giành được một chiến thắng trong mùa giải trong cuộc đua thứ hai trong chặng đua mở màn tại trường đua Highlands Motorsport Park. Tsunoda còn về đích ở vị trí thứ ba hai lần nữa để khẳng định vị trí thứ tư chung cuộc trong giải vô địch.

### Giải đua xe Công thức 2
Đầu năm 2020, Honda đã công bố Tsunoda tham gia Giải đua xe Công thức 2 cho Carlin. Trong chặng đua thứ hai của mùa giải tại Red Bull Ring, Tsunoda đã giành vị trí pole và về đích ở vị trí thứ hai trong cuộc đua 1. Tsunoda giành chiến thắng đầu tiên tại Công thức 2 trong chặng đua nước rút tại Silverstone. Anh tái lập thành tích này khi giành chiến thắng trong hai cuộc đua chính tại trường đua Spa-Francorchamps và tại trường đua Bahrain International. Tsunoda kết thúc ở vị trí thứ ba chung cuộc sau Mick Schumacher và Callum Ilott với tổng cộng 200 điểm, ba chiến thắng, bốn vị trí pole, một vòng đua nhanh nhất và bảy lần lên bục trao giải. Bên cạnh đó, anh giành Giải thưởng Anthoine Hubert với tư cách là tay đua tân binh xuất sắc nhất mùa giải.

### Công thức 1
Tsunoda có trải nghiệm lái xe Công thức 1 lần đầu tiên là trong một buổi thử nghiệm vào tháng 11 năm 2020 tại trường đua Imola khi lái chiếc xe đua Toro Rosso STR13. Tháng sau, anh lái xe cho đội đua AlphaTauri trong buổi kiểm tra cuối mùa giải dành cho các tay đua tân binh tại trường đua Yas Marina. Anh đã hoàn thành các buổi kiểm tra tiếp theo với chiếc xe đua Toro Rosso STR14 tại trường đua Imola và trường đua Misano trong kỳ nghỉ đông.

#### AlphaTauri (2021–23)

##### Mùa giải 2021

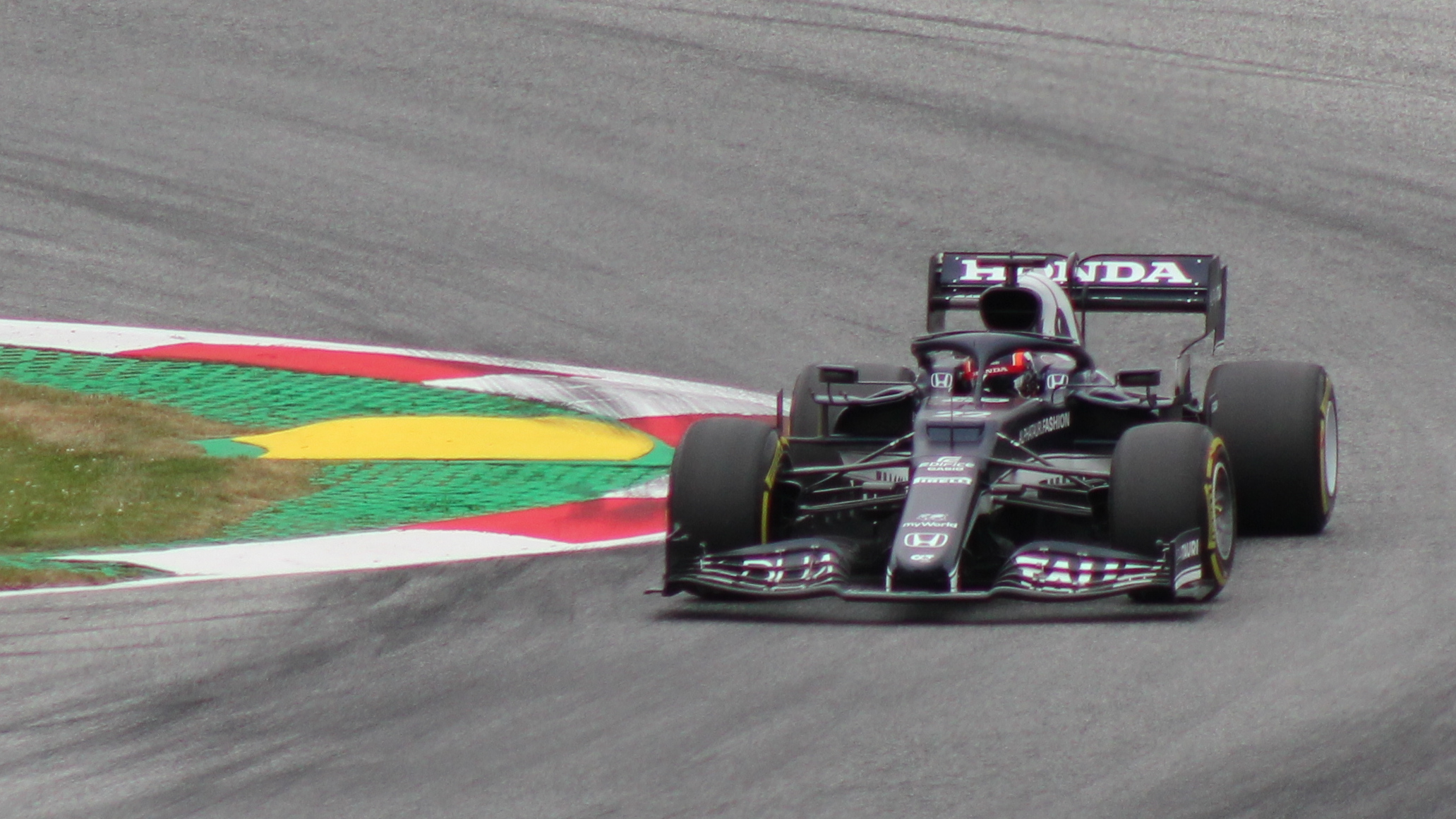
Tsunoda tại Giải đua ô tô Công thức 1 Áo 2021

Tsunoda thay thế Daniil Kvyat và hợp tác với Pierre Gasly tại AlphaTauri vào mùa giải 2021. Số xe đua của anh là 22, mặc dù anh muốn đua với số xe đua 11, số mà anh đã sử dụng trong các chặng đua go-kart. Thế nhưng, số đó đã bị lấy mất và do vậy, anh đã gấp đôi số đó.
Tại Giải đua ô tô Công thức 1 Bahrain mở đầu mùa giải, Tsunoda đã kết thúc vòng phân hạng ở vị trí thứ 13, mặc dù lập thời gian nhanh thứ hai trong phần đầu tiên (Q1). Anh về đích ở vị trí thứ 9 sau khi vượt qua Lance Stroll ở vòng đua cuối cùng. Sau chặng đua đó, Ross Brawn, giám đốc kỹ thuật của Công thức 1, đã ca ngợi Tsunoda là "tay đua tân binh xuất sắc nhất của Công thức 1 trong nhiều năm". Anh đã va chạm trong vòng phân hạng của Giải đua ô tô Công thức 1 Emilia-Romagna mặc dù đặt mục tiêu tham gia phần thứ ba của vòng phân hạng (Q3). Anh đã tiến đến vị trí thứ chín từ vị trí xuất phát cuối cùng trước khi cuộc đua bị gián đoạn, nhưng đã xoay xe sau khi cuộc đua tái khởi động và cuối cùng về đích ở vị trí thứ 12. Anh đã kết thúc vòng phân hạng ở vị trí thứ 16 trong Giải đua ô tô Công thức 1 Tây Ban Nha và bỏ cuộc trong cuộc đua chính vì sự cố điện.
Anh đã lọt vào Q3 lần đầu tiên và cũng đạt được kết quả về đích cao nhất khi về đích ở vị trí thứ 7 tại Giải đua ô tô Công thức 1 Azerbaijan, mặc dù chặng đua này tái khởi động sau gián đoạn cờ đỏ. Bất chấp các án phạt và va chạm, anh đã ghi điểm trong một số cuộc đua khi cán đích ở vị trí thứ 10 tại Giải đua ô tô Công thức 1 Anh và về đích ở vị trí thứ 6 tại Giải đua ô tô Công thức 1 Hungary sau khi Sebastian Vettel bị loại.
Tsunoda đã bỏ cuộc tại Giải đua ô tô Công thức 1 Hà Lan vì bộ nguồn gặp sự cố và không thể xuất phát tại Giải đua ô tô Công thức 1 Ý do vấn đề liên quan đến phanh. Anh đã cầm chân Lewis Hamilton tại Giải đua ô tô Công thức 1 Thổ Nhĩ Kỳ nhưng về đích ở vị trí thứ 14 sau một cú xoay xe. Anh lấy điểm đầu tiên sau kỳ nghỉ hè khi về đích ở vị trí thứ 9 tại Giải đua ô tô Công thức 1 Hoa Kỳ. Anh gây tranh cãi tại Giải đua ô tô Công thức 1 Thành phố México vì đã cản trở các tay đua của Red Bull Racing nhưng không bị phạt. Anh đã va chạm với các tay đua khác ở Brasil và Ả Rập Xê Út khiến anh bị phạt và không lấy được điểm. Anh lần đầu tiên vượt mặt đồng đội Gasly trong vòng phân hạng trong chặng đua cuối cùng của mùa giải ở Abu Dhabi, về đích thứ 4, lấy được 12 điểm và giành được kết quả tốt nhất trong Công thức 1.
Tsunoda đứng chung cuộc ở vị trí thứ 14 trên bảng xếp hạng các tay đua với 32 điểm.

#### RB (2024–2025), Red Bull (2025- nay)

##### Mùa giải 2024

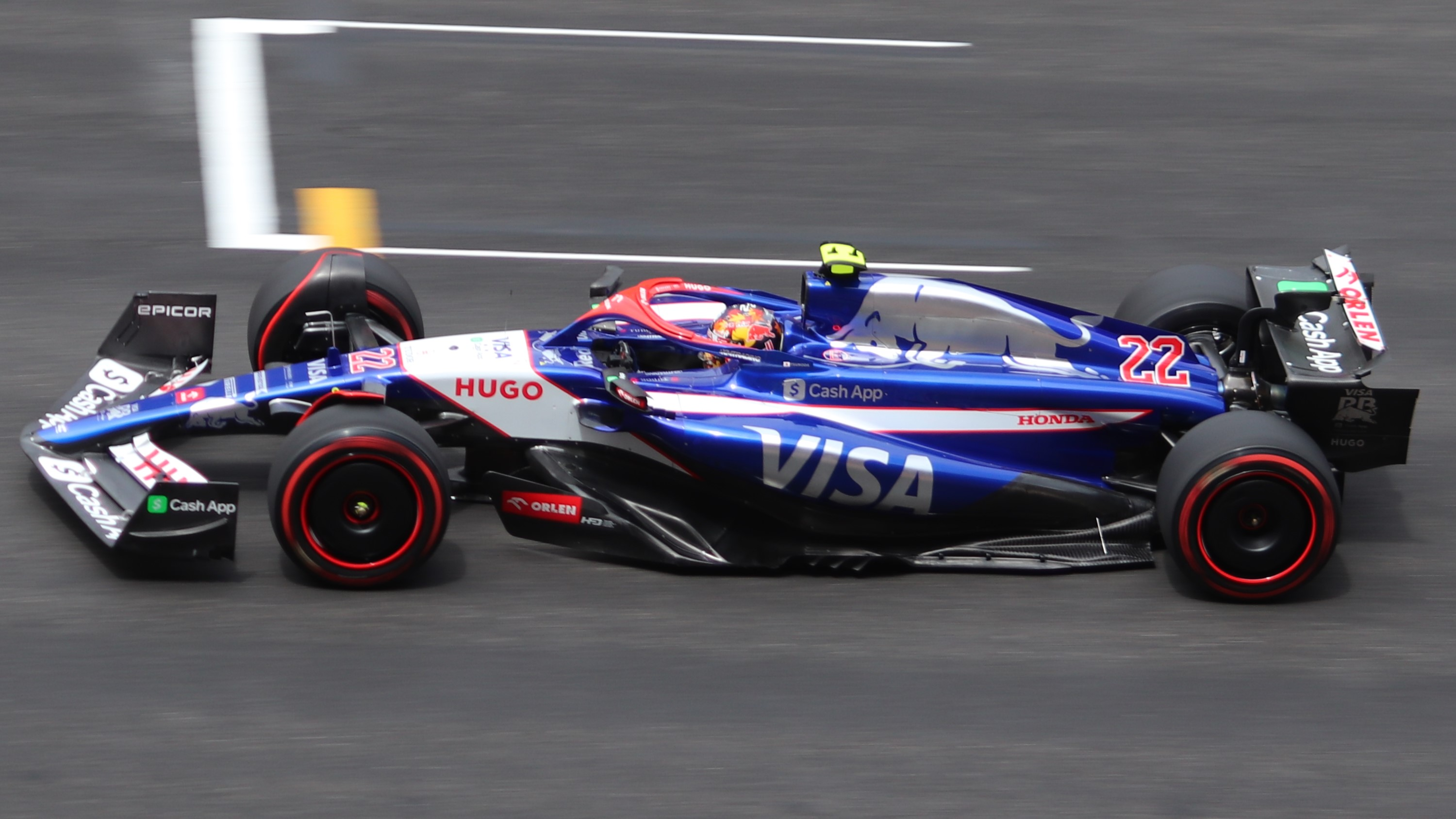
Tsunoda tại Giải đua ô tô Công thức 1 Trung Quốc 2024

AlphaTauri được đổi tên thành RB Formula One Team cho mùa giải 2024 và đội đã giữ lại Tsunoda và Daniel Ricciardo.
Mùa giải 2025
Sau 2 chặng đầu tiên tại Giải đua ô tô Công thức 1 Úc và Trung Quốc, anh đều đạt Q1 với RB Formula One Team nhưng không có điểm trong chặng đua chính thức. Tại Chặng đua GP Nhật Bản 2025, anh thay thế cho Liam Lawson tại Red Bull Racing và trở thành đồng đội cho Max Verstappen nhưng vẫn chưa ghi được điểm tại chặng đầu ra mắt cho Red Bull Racing. 

## Thống kê sự nghiệp đua xe go-kart
| Mùa giải | Giải đua                                             | Đội đua | Vị trí chung cuộc |
| -------- | ---------------------------------------------------- | ------- | ----------------- |
| 2006     | Nakai Inter Circuit Kids Class                       |         | 1                 |
| 2007     | East Japan Junior Comer 60                           |         |                   |
| 2008     | Mobara West Cup Series                               |         | 1                 |
| 2009     | East Japan – Junior Expert                           |         | 3                 |
| 2010     | Haruna Cup Series – Yamaha Cadets Open               |         | 2                 |
| 2010     | Shin-Tokyo NIC Cup Series – Yamaha Cadets Open       |         | 1                 |
| 2010     | JAF Junior Karting Championship – FP-Jr Cadets Class |         | 6                 |
| 2011     | Haruna Cup Series – Yamaha Cadets Open               |         | 1                 |
| 2011     | Shin-Tokyo NIC Cup Series – Yamaha Cadets Open       |         | 1                 |
| 2011     | JAF Junior Karting Championship – FP-Jr Cadets Class |         | 5                 |
| 2012     | JAF Junior Karting Championship – FP-Jr Cadets       |         | 3                 |
| 2013     | JAF Regional Karting Championship – FS125            |         | 1                 |
| 2013     | Twin Ring Motegi Karting Race Series – X30           |         | 1                 |
| 2014     | JAF All Japan Karting Championship – FS125           |         | 11                |
| 2015     | JAF All Japan Karting Championship – FS125           |         | 2                 |
| 2016     | JAF All Japan Karting Championship – KF              |         | 4                 |

## Thống kê sự nghiệp

### Thống kê tổng thể
| Mùa giải | Giải đua                      | Đội đua                             | Số chặng đua tham gia | Chiến thắng | Vị trí pole | Vòng đua nhanh nhất | Số lần lên bục trao giải | Tổng điểm | Vị trí chung cuộc |
| -------- | ----------------------------- | ----------------------------------- | --------------------- | ----------- | ----------- | ------------------- | ------------------------ | --------- | ----------------- |
| 2016     | Super-FJ Okayama Series       | MYST                                | 2                     | 2           | 1           | 2                   | 2                        | 40        | 5                 |
| 2016     | Super-FJ - Japan Finals       | MYST                                | 1                     | 1           | 1           | 1                   | 1                        | N/A       | 1                 |
| 2016     | Công thức 4 Nhật Bản          | Sutekina Racing Team                | 2                     | 0           | 0           | 0                   | 1                        | 30        | 16                |
| 2017     | Công thức 4 Nhật Bản          | Suzuka Racing School/Kochira Racing | 14                    | 3           | 4           | 1                   | 6                        | 173       | 3                 |
| 2017     | JAF Formula 4 - East Series   | Marusan MYST JSS                    | 6                     | 5           | 5           | 5                   | 6                        | 115       | 1                 |
| 2017     | JAF Formula 4 - West Series   | Marusan MYST JSS                    | 1                     | 1           | 1           | 1                   | 1                        | 20        | 7                 |
| 2018     | Công thức 4 Nhật Bản          | Honda Formula Dream Project         | 14                    | 7           | 8           | 4                   | 11                       | 245       | 1                 |
| 2019     | Euroformula Open Championship | Motopark                            | 14                    | 1           | 0           | 3                   | 6                        | 151       | 4                 |
| 2019     | Công thức 3                   | Jenzer Motorsport                   | 16                    | 1           | 0           | 1                   | 3                        | 67        | 9                 |
| 2019     | Macau Grand Prix              | Hitech Grand Prix                   | 1                     | 0           | 0           | 0                   | 0                        | N/A       | 11                |
| 2020     | Toyota Racing Series          | M2 Competition                      | 15                    | 1           | 0           | 0                   | 3                        | 257       | 4                 |
| 2020     | Công thức 2                   | Carlin                              | 24                    | 3           | 4           | 1                   | 7                        | 200       | 3                 |
| 2021     | Công thức 1                   | Scuderia AlphaTauri Honda           | 22                    | 0           | 0           | 0                   | 0                        | 32        | 14                |
| 2022     | Công thức 1                   | Scuderia AlphaTauri                 | 22                    | 0           | 0           | 0                   | 0                        | 12        | 17                |
| 2023     | Công thức 1                   | Scuderia AlphaTauri                 | 22                    | 0           | 0           | 1                   | 0                        | 17        | 14                |
| 2024     | Công thức 1                   | Visa Cash App RB F1 Team            | 7                     | 0           | 0           | 0                   | 0                        | 15*       | 10*               |

Chú thích
- * Mùa giải vẫn đang diễn ra.

### Thống kê kết quả chi tiết

##### Euroformula Open Championship
| Mùa giải | Đội đua       | 1     | 2     | 3     | 4     | 5     | 6     | 7     | 8     | 9     | 10    | 11    | 12    | 13    | 14    | 15    | 16    | 17    | 18    | Vị trí trên bảng xếp hạng | Tổng điểm |
| -------- | ------------- | ----- | ----- | ----- | ----- | ----- | ----- | ----- | ----- | ----- | ----- | ----- | ----- | ----- | ----- | ----- | ----- | ----- | ----- | ------------------------- | --------- |
| 2019     | Team Motopark | LEC 1 | LEC 2 | PAU 1 | PAU 2 | HOC 1 | HOC 2 | SPA 1 | SPA 2 | HUN 1 | HUN 2 | RBR 1 | RBR 2 | SIL 1 | SIL 2 | CAT 1 | CAT 2 | MNZ 1 | MNZ 2 | 4                         | 151       |
| 2019     | Team Motopark | 2     | 6     | RetF  | 3     | 4     | 1F    | 2     | Ret   | 4     | 11    |       |       |       |       | 11    | 7     | 3F    | 2     | 4                         | 151       |

#### Công thức 3
| Mùa giải | Đội đua           | 1       | 2       | 3       | 4       | 5       | 6       | 7       | 8       | 9       | 10      | 11      | 12      | 13      | 14      | 15    | 16    | Vị trí trên bảng xếp hạng | Tổng điểm |
| -------- | ----------------- | ------- | ------- | ------- | ------- | ------- | ------- | ------- | ------- | ------- | ------- | ------- | ------- | ------- | ------- | ----- | ----- | ------------------------- | --------- |
| 2019     | Jenzer Motorsport | CAT FEA | CAT SPR | LEC FEA | LEC SPR | RBR FEA | RBR SPR | SIL FEA | SIL SPR | HUN FEA | HUN SPR | SPA FEA | SPA SPR | MNZ FEA | MNZ SPR | SOC 1 | SOC 2 | 9                         | 67        |
| 2019     | Jenzer Motorsport | 10      | 9       | 7       | 9       | 16      | 11      | 14      | 7       | 9       | 6       | 6       | 2       | 3       | 1       | 12    | 25    | 9                         | 67        |

Chú thích
- † Tay đua không hoàn thành chặng đua nhưng được xếp hạng vì đã hoàn thành hơn 90% của chặng đua.

#### Giải đua ô tô Macau (Macau Grand Prix)
| Năm  | Đội đua           | Xe đua          | Vòng phân hạng | Chặng đua phân hạng | Chặng đua chính |
| ---- | ----------------- | --------------- | -------------- | ------------------- | --------------- |
| 2019 | Hitech Grand Prix | Dallara F3 2019 | 21             | 16                  | 11              |

#### Toyota Racing Series
| Mùa giải | Đội đua        | 1     | 2     | 3     | 4     | 5     | 6     | 7     | 8     | 9     | 10    | 11    | 12    | 13    | 14    | 15    | Vị trí trên bảng xếp hạng | Tổng điểm |
| -------- | -------------- | ----- | ----- | ----- | ----- | ----- | ----- | ----- | ----- | ----- | ----- | ----- | ----- | ----- | ----- | ----- | ------------------------- | --------- |
| 2020     | M2 Competition | HIG 1 | HIG 2 | HIG 3 | TER 1 | TER 2 | TER 3 | HMP 1 | HMP 2 | HMP 3 | PUK 1 | PUK 2 | PUK 3 | MAN 1 | MAN 2 | MAN 1 | 4                         | 257       |
| 2020     | M2 Competition | 5     | 1     | 4     | 11    | 7     | 3     | 7     | 16    | 3     | 4     | 7     | 4     | 9     | 7     | 6     | 4                         | 257       |

#### Công thức 2
| Mùa giải | Đội đua | 1       | 2       | 3       | 4       | 5       | 6       | 7       | 8       | 9       | 10      | 11      | 12      | 13      | 14      | 15      | 16      | 17      | 18      | 19      | 20      | 21      | 22      | 23      | 24      | Vị trí trên bảng xếp hạng | Tổng điểm |
| -------- | ------- | ------- | ------- | ------- | ------- | ------- | ------- | ------- | ------- | ------- | ------- | ------- | ------- | ------- | ------- | ------- | ------- | ------- | ------- | ------- | ------- | ------- | ------- | ------- | ------- | ------------------------- | --------- |
| 2020     | Carlin  | RBR FEA | RBR SPR | RBR FEA | RBR SPR | HUN FEA | HUN SPR | SIL FEA | SIL SPR | SIL FEA | SIL SPR | CAT FEA | CAT SPR | SPA FEA | SPA SPR | MNZ FEA | MNZ SPR | MUG FEA | MUG SPR | SOC FEA | SOC SPR | BHR FEA | BHR SPR | BHR FEA | BHR SPR | 3                         | 200       |
| 2020     | Carlin  | 18      | 11      | 2PF     | Ret     | 16      | 18      | 3       | Ret     | 6       | 1       | 4       | 4       | 1       | 9       | 4       | NC      | 16      | 19      | 2P      | 6‡      | 6       | 15      | 1       | 2       | 3                         | 200       |

Chú thích
- ‡ Một nửa số điểm được trao khi chặng đua kéo dài ít hơn 75% của chặng đua.

#### Công thức 1
| Mùa giải | Đội đua                   | Xe đua          | 1   | 2   | 3   | 4   | 5   | 6   | 7   | 8   | 9   | 10  | 11  | 12  | 13  | 14  | 15  | 16  | 17  | 18  | 19  | 20  | 21  | 22  | 23  | 24  | Vị trí trên bảng xếp hạng | Tổng điểm |
| -------- | ------------------------- | --------------- | --- | --- | --- | --- | --- | --- | --- | --- | --- | --- | --- | --- | --- | --- | --- | --- | --- | --- | --- | --- | --- | --- | --- | --- | ------------------------- | --------- |
| 2021     | Scuderia AlphaTauri Honda | AlphaTauri AT02 | BHR | EMI | POR | ESP | MON | AZE | FRA | STY | AUT | GBR | HUN | BEL | NED | ITA | RUS | TUR | USA | MXC | SAP | QAT | SAU | ABU |     |     | 14                        | 32        |
| 2021     | Scuderia AlphaTauri Honda | AlphaTauri AT02 | 9   | 12  | 15  | Ret | 16  | 7   | 13  | 10  | 12  | 10  | 6   | 15  | Ret | DNS | 17  | 14  | 9   | Ret | 15  | 13  | 14  | 4   |     |     | 14                        | 32        |
| 2022     | Scuderia AlphaTauri       | AlphaTauri AT03 | BHR | SAU | AUS | EMI | MIA | ESP | MON | AZE | CAN | GBR | AUT | FRA | HUN | BEL | NED | ITA | SIN | JPN | USA | MXC | SAP | ABU |     |     | 17                        | 12        |
| 2022     | Scuderia AlphaTauri       | AlphaTauri AT03 | 8   | DNS | 15  | 7   | 12  | 10  | 17  | 13  | Ret | 14  | 16  | Ret | 19  | 13  | Ret | 14  | Ret | 13  | 10  | Ret | 17  | 11  |     |     | 17                        | 12        |
| 2023     | Scuderia AlphaTauri       | AlphaTauri AT04 | BHR | SAU | AUS | AZE | MIA | MON | ESP | CAN | AUT | GBR | HUN | BEL | NED | ITA | SIN | JPN | QAT | USA | MXC | SAP | LVG | ABU |     |     | 14                        | 17        |
| 2023     | Scuderia AlphaTauri       | AlphaTauri AT04 | 11  | 11  | 10  | 10  | 11  | 15  | 12  | 14  | 19  | 16  | 15  | 10  | 15  | DNS | Ret | 12  | 15  | 8F  | 12  | 96  | 18  | 8   |     |     | 14                        | 17        |
| 2024     | Visa Cash App RB F1 Team  | RB VCARB 01     | BHR | SAU | AUS | JPN | CHN | MIA | EMI | MON | CAN | ESP | AUT | GBR | HUN | BEL | NED | ITA | ITA | SIN | USA | MXC | SAP | LVG | QAT | ABU | 10*                       | 15*       |
| 2024     | Visa Cash App RB F1 Team  | RB VCARB 01     | 14  | 15  | 7   | 10  | Ret | 78  | 10  |     |     |     |     |     |     |     |     |     |     |     |     |     |     |     |     |     | 10*                       | 15*       |

Chú thích
- – † Tay đua không hoàn thành chặng đua nhưng được xếp hạng vì đã hoàn thành hơn 90% của chặng đua.

Chú thích cho bảng trên
| Chú thích                | Chú thích                                |
| Màu                      | Ý nghĩa                                  |
| ------------------------ | ---------------------------------------- |
| Vàng                     | Chiến thắng                              |
| Bạc                      | Hạng 2                                   |
| Đồng                     | Hạng 3                                   |
| Xanh lá                  | Các vị trí ghi điểm khác                 |
| Xanh dương               | Được xếp hạng                            |
| Xanh dương               | Không xếp hạng, có hoàn thành (NC)       |
| Tím                      | Không xếp hạng, bỏ cuộc (Ret)            |
| Đỏ                       | Không phân hạng (DNQ)                    |
| Đen                      | Bị loại khỏi kết quả (DSQ)               |
| Trắng                    | Không xuất phát (DNS)                    |
| Trắng                    | Chặng đua bị hủy (C)                     |
|                          | Không đua thử (DNP)                      |
| Loại trừ (EX)            |                                          |
| Không đến (DNA)          |                                          |
| Rút lui (WD)             |                                          |
| Không tham gia (ô trống) |                                          |
| Ghi chú                  | Ý nghĩa                                  |
| P                        | Giành vị trí pole                        |
| Số mũ cao                | Vị trí giành điểm tại chặng đua nước rút |
| F                        | Vòng đua nhanh nhất                      |